# Вальтер Зіверс
Вальтер Зіверс (нім. Walther Sievers; 15 червня 1902, Гальстенбек — 12 липня 1982, Бад-Пірмонт) — німецький офіцер, оберст вермахту (1 листопада 1944). Кавалер Лицарського хреста Залізного хреста з дубовим листям.

## Біографія
При мобілізації призваний до армії в званні оберлейтенанта резерву і призначений командиром 3-ї роти 9-го піхотного полку. Учасник Польської і Французької кампаній. З жовтня 1940 року — командир 9-ї роти 415-го піхотного полку, з яким з червня 1941 року брав участь у Німецько-радянській війні. З 1942 року — командир 3-го батальйону свого полку. Відзначився у боях в Дем'янському котлі. З травня 1943 року — командир 415-го гренадерського полку. В лютому 1944 року тяжко поранений і на фронт вже більше не повернувся.

## Нагороди
- Залізний хрест
  - 2-го класу (15 травня 1940)
  - 1-го класу (22 липня 1941)
- Штурмовий піхотний знак в сріблі
- Медаль «За зимову кампанію на Сході 1941/42» (23 серпня 1942)
- Лицарський хрест Залізного хреста з дубовим листям
  - лицарський хрест (19 грудня 1942)
  - дубове листя (№ 379; 29 січня 1944)
- Німецький хрест в золоті (2 січня 1943)
- Почесна застібка на орденську стрічку для Сухопутних військ (15 листопада 1943)
- Дем'янський щит
- Нагрудний знак «За поранення» в золоті